# 四溴化铀
四溴化铀是一种无机化合物，化学式为UBr4，有放射性。140℃被空气氧化，生成UO2Br2。

## 制备
四溴化铀可用单质直接化合得到，反应温度600~700℃：
U + 2 Br2 → UBr4
也可用三氧化铀和四溴化碳在165℃反应得到：
UO3 + 3 CBr4 → UBr4 + 3 COBr2 + Br2